# James Gomez
James Gomez (* 14. listopadu 2001 Brikama) je gambijský profesionální fotbalista, který hraje na pozici středního obránce za dánský klub Odense BK a za gambijskou reprezentaci.

## Klubová kariéra
Gomez, který prošel akademií Realu Banjul, se 20. ledna 2020 přesunul do dánského klubu AC Horsens. Gomez do klubu přišel nejprve na hostování a v prosinci 2020 do klubu zamířil natrvalo. Během ročníku 2020/21 nakonec zasáhl do patnácti soutěžních utkání, ve kterých zvládl jedenkrát rozvlnit síť. V následujících dvou sezónách nastupoval Gomez jako stabilní člen základní sestavy. Závěr ročníku 2022/23 nezvládli s Horsens záchranářský boj a z dánské Superligy sestoupili o soutěž níž. Celkem během svého působení v Horsens stihl 80 soutěžních startů, které okořenil dvěma góly.
Dne 19. července 2023 podepsal Gomez víceletou smlouvu s českým klubem AC Sparta Praha. Podle deníku B.T. za něj Sparta zaplatila Horsensu 10 milionů dánských korun (téměř 32 milionů korun). Hrával sporadicky. Ve Spartě byl pátým až šestým stoperem za Krejčím, Sørensenem, Panákem, Vitíkem a Vydrou. Když Gomez šanci dostal, ne úplně ji využil. Vyloženě se mu nepovedl pohárový zápas v Glasgow proti Rangers (prohra 1:2), chyboval i při jediné ligové porážce v Mladé Boleslavi (prohra 1:3).
Dne 1. února 2024 přestoupil Gomez zpátky do Dánska, kde podepsal smlouvu s klubem Odense BK do roku 2028.

## Reprezentační kariéra
Za gambijskou reprezentaci debutoval 8. června 2021 v přátelském utkání proti Togu a vstřelil jediný gól zápasu. Gomez byl v lednu 2024 s národním mužstvem na mistrovství Afriky. Ve třech zápasech základní skupiny nechyběl ani minutu. V závěrečném duelu proti Kamerunu, kdy měla Gambie ještě šanci na postup do osmifinále, si dal vlastní gól a tým prohrál 2:3. Mužstvo nebodovalo ani v předchozích zápasech s Guineou a Senegalem.